# Flaga spółdzielczości

Flaga międzynarodowego ruchu spółdzielczego przyjęta przez ICA w 1925 r.

W 1921 roku na Międzynarodowym Kongresie Liderów Spółdzielczości w Bazylei przyjęto kolory tęczy jako symbol spółdzielczości. Na kongresie w Essen w 1922 roku Międzynarodowy Związek Spółdzielczy (ang. International Co-operative Alliance, ICA) zaakceptował tęczową flagę, nie określając jej wzoru.
Symbolizujący jedność w różnorodności wzór z siedmioma poziomymi pasami (czerwony, pomarańczowy, żółty, zielony, błękitny, granatowy, fioletowy) został opracowany w 1923 roku. Po raz pierwszy wykorzystano go na forum międzynarodowym w 1924 na Wystawie Spółdzielczej w Gandawie, a w 1925 został przyjęty przez ICA jako flaga międzynarodowego ruchu spółdzielczego, której jednak nigdy nie nadano statusu oficjalnej flagi Związku.
Przez dziesięciolecia tęczowa flaga była używana przez spółdzielców na całym świecie, także w Polsce jako flaga spółdzielczości i jest używana w tym charakterze również obecnie. Ponieważ również inne środowiska, np. LGBT posługują się tęczową flagą, prowadzi to do nieporozumień. W związku z tym, dla lepszej identyfikacji organizacji, została przez Walne Zgromadzenie ICA w 2001 r. przyjęta alternatywna flaga z logo spółdzielczym. Przedstawia ona na białym tle tęczowe logo spółdzielcze w sześciu kolorach (czerwony, pomarańczowy, żółty, zielony, błękitny, granatowy) oraz pisany małymi literami fioletowy akronim nazwy  Związku w jednym z jego języków oficjalnych: ang. ica, fr. i hiszp. aci, niem. igb, ros. мка.